# Tazovsky (huyện)
Huyện Tazovsky (tiếng Nga: ? райо́н) là một huyện hành chính tự quản (raion), của Yamal-Nenets, Nga. Huyện có diện tích 132476 kilômét vuông, dân số thời điểm ngày 1 tháng 1 năm 2000 là 16100 người. Trung tâm của huyện đóng ở Tazovsky.